# Myiopsitta monachus

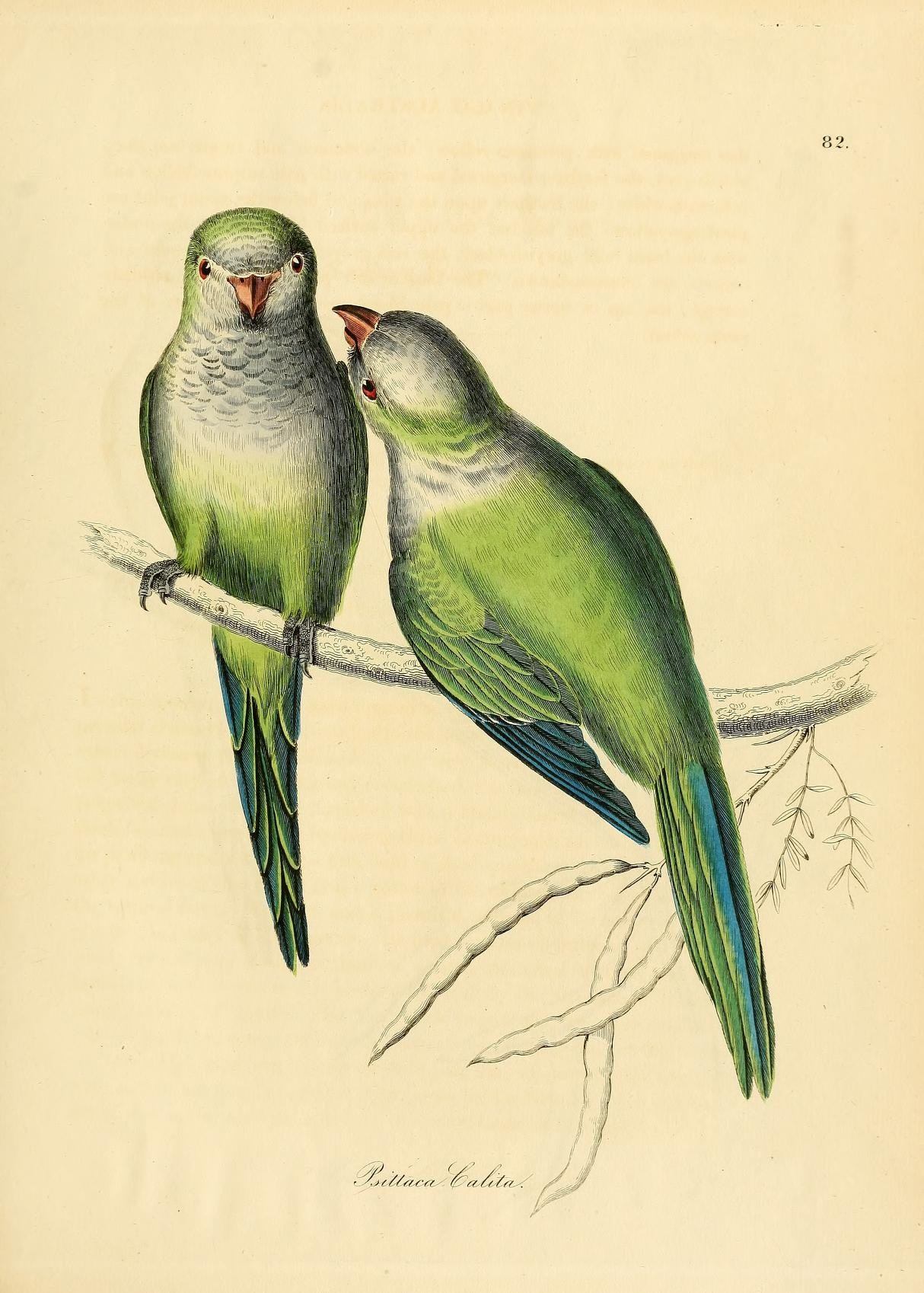
Myiopsitta monachus en ilustración de 1826

La cotorra argentina (Myiopsitta monachus), también llamada perico monje, cata, catita o cotorra ventigrís, es una especie de ave psitaciforme de la familia Psittacidae originaria de América del Sur, en países como Argentina, Brasil, Bolivia, Uruguay y Paraguay. Mide 30 cm de largo y pesa 140 g en promedio. Se caracteriza por su color verde claro, más grisáceo hacia el pecho, además de coloraciónes azules en las alas. Posee un pico color naranja y patas grisáceas. 
La cotorra argentina es una especie muy popular como ave de compañía, lo que ha facilitado su expansión a nuevos territorios debido a escapes accidentales o liberaciones intencionales. Gracias a su capacidad de adaptación, ha logrado establecerse no solo en regiones cercanas a su hábitat natural, sino también en países europeos, Norteamérica y en climas tan diversos como el frío de Londres, o las altas temperaturas de ciudades en Israel y Emiratos Árabes.
La UICN clasifica a la especie en su categoría de preocupación menor.

## Descripción
Es de tamaño pequeño, de entre 28 y 31 cm de largo, y con un peso de entre 120 y 140 g. Su plumaje es de un verde brillante, con las alas verdes azuladas vistosas al momento de volar; la frente, mejillas, garganta, pecho y vientre son grises claros. Su cola es larga y puntiaguda, de color verde, como el dorso; el pico es ocre y las patas son grisáceas.

## Distribución
Es originaria de Sudamérica, de la zona centro y sur, desde Bolivia y Brasil hasta Argentina, Paraguay y Uruguay. Las introducciones por parte del humano, al comprarla enjaulada y liberarla después, la han extendido por numerosos países de América, Europa, Asia y África, como Chile, Estados Unidos, México, Francia, España, Italia, Portugal, Reino Unido, Países Bajos, Bélgica, Grecia, Israel y Marruecos, entre otros.
En Argentina originariamente se encontraba solo hasta el sur de la provincia de Córdoba pero, con el avance del hombre y la forestación que tuvo lugar en la pampa húmeda, hoy día se hallan colonias hasta en el sur de la provincia de Buenos Aires, lo que hace notar su enorme capacidad de adaptación a otros climas y ecosistemas.

## Comportamiento
Las cotorras son animales muy inteligentes y de una adaptabilidad muy flexible. Desarrollan su vida en grupos sociales de gran complejidad llegando a construir nidos comunales en la mayor altura posible disponible, generalmente en los árboles. Es la única especie de loro que construye sus propias nidificaciones utilizando ramas.
Posee una gran adaptación alimentaria y suele explotar diversos recursos alimenticios, esto es gracias a la gran adaptabilidad morfológica conformada por un pico muy fuerte y versátil como una estructura flexible de sus patas que le permite trepar en la vegetación y asir alimentos.
Es capaz de emitir una amplia variedad de chillidos y graznidos, también puede vocalizar o imitar palabras.

### Vuelo

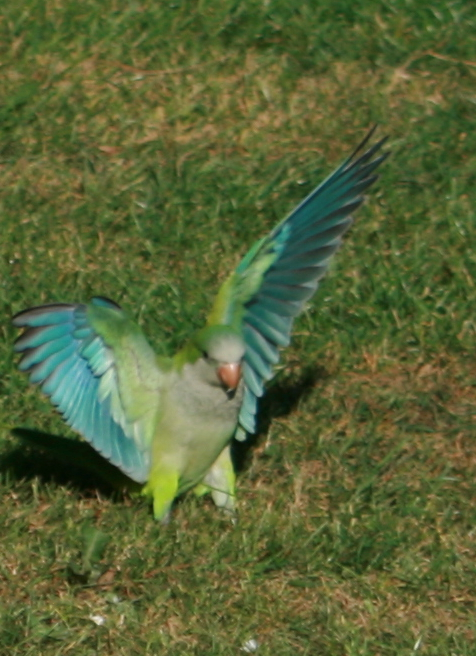
Cotorra aterrizando.

En la naturaleza vuelan en ruidosas bandadas a gran velocidad, nunca levantando las alas por encima del cuerpo, y aleteando constantemente.[cita requerida]

### Alimentación
Es una especie principalmente granívora; en la naturaleza se alimenta de semillas de plantas tanto silvestres como cultivadas. Entre las primeras se destacan las semillas de cardo; entre las segundas muestra preferencia por el sorgo, el maíz y el arroz. También consume frutos y flores, así como insectos adultos y sus larvas. Pese a la importancia de los elementos vegetales en su dieta, si la ocasión se presenta, las cotorras monje pueden alimentarse de la carne de animales muertos.[cita requerida]

### Reproducción

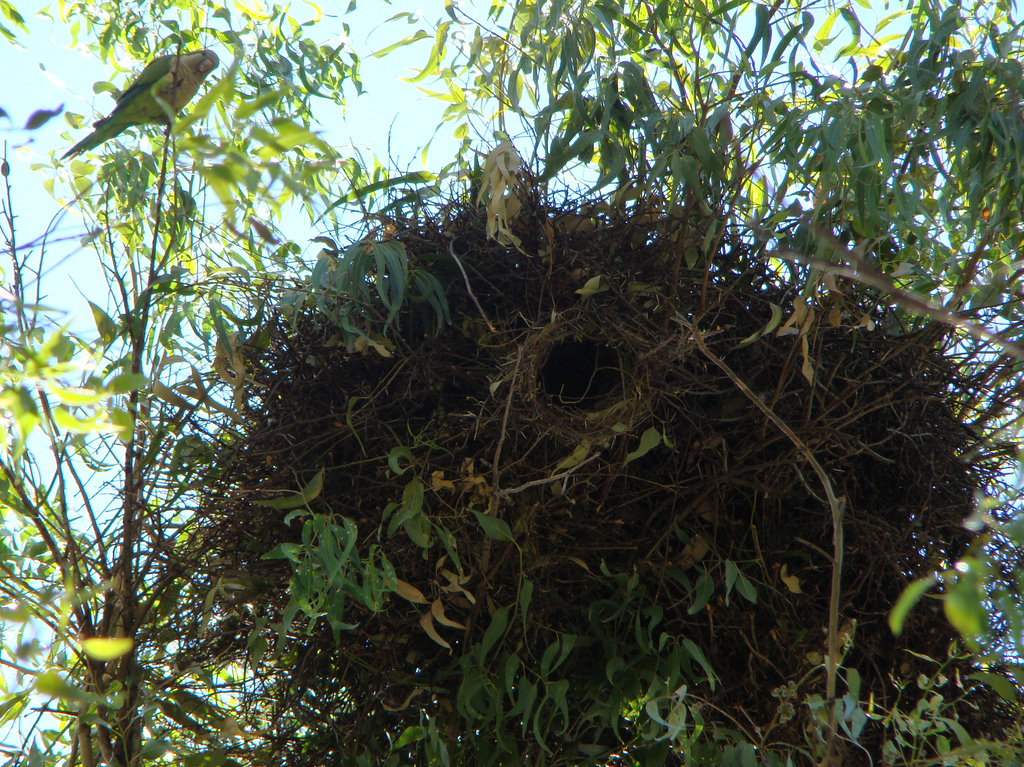
Nido comunitario.

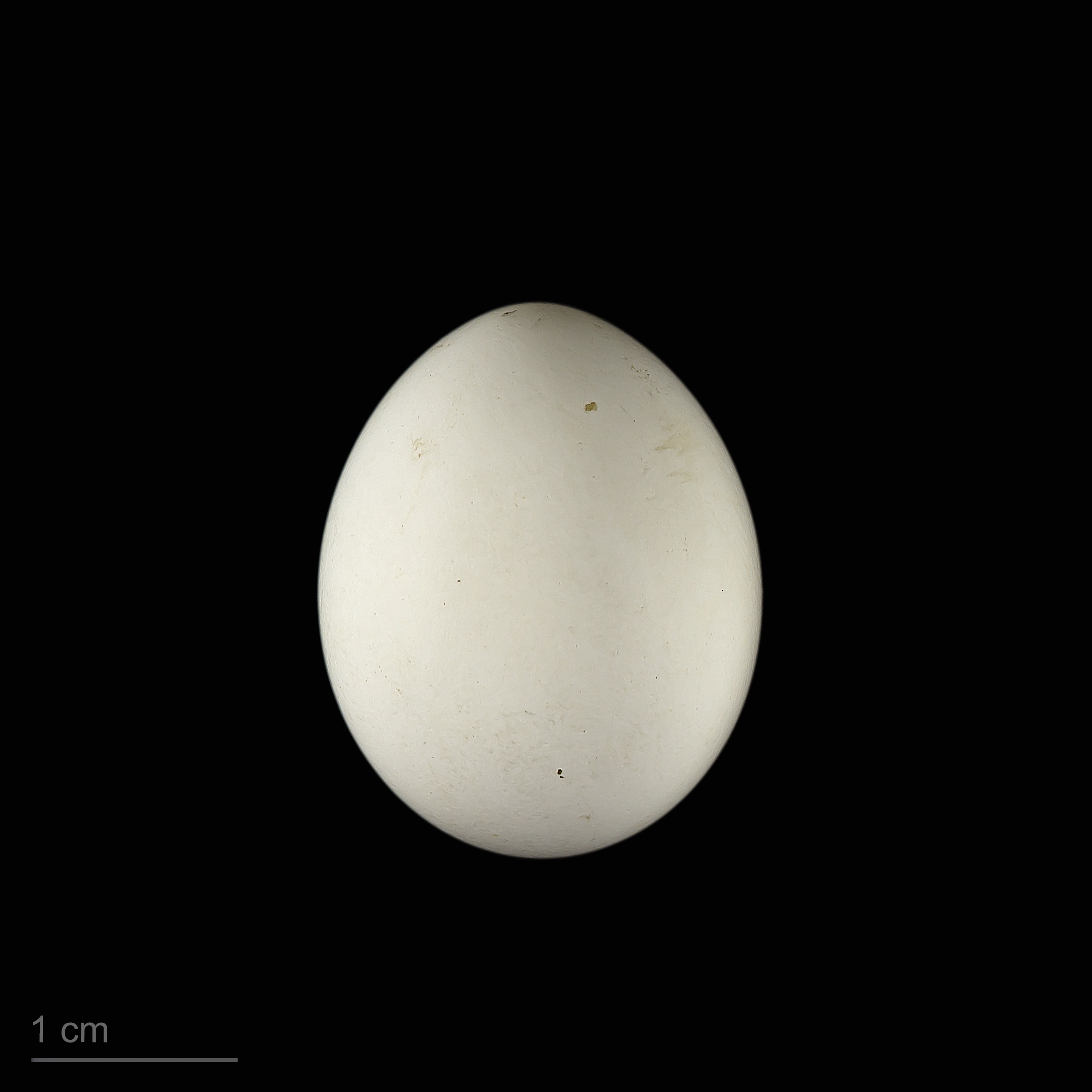
Myiopsitta monachus - MHNT

Son aves altamente gregarias. A diferencia de muchas otras especies de cotorras o papagayos, las cotorras argentinas son las únicas que construyen sus propios nidos. Nidifican comunitariamente, construyendo nidos que pueden llegar a ser bastante grandes, utilizando ramas de plantas espinosas entretejidas, y compartiendo cada nido un buen número de parejas. El nido lo ubican en árboles o en estructuras artificiales, como torres de radiocomunicación o tendidos eléctricos.
Ponen de cinco a ocho huevos por nidada, y la incubación dura unos veintiséis días. Los huevos se adaptan a cualquier tipo de climas templados o tropicales; esto se da por la protección térmica que proporcionan las cámaras de los nidos coloniales.

## Ecología
Sus principales depredadores naturales son las aves rapaces y la comadreja colorada, esta última solo existente en América del Sur.[cita requerida]
También, cuando las cotorras fueron introducidas como especie invasora en muchos países como España, Australia, Chile, Estados Unidos o México, respectivamente, comenzó a ser depredada por gatos salvajes.

## La cotorra argentina como especie invasora

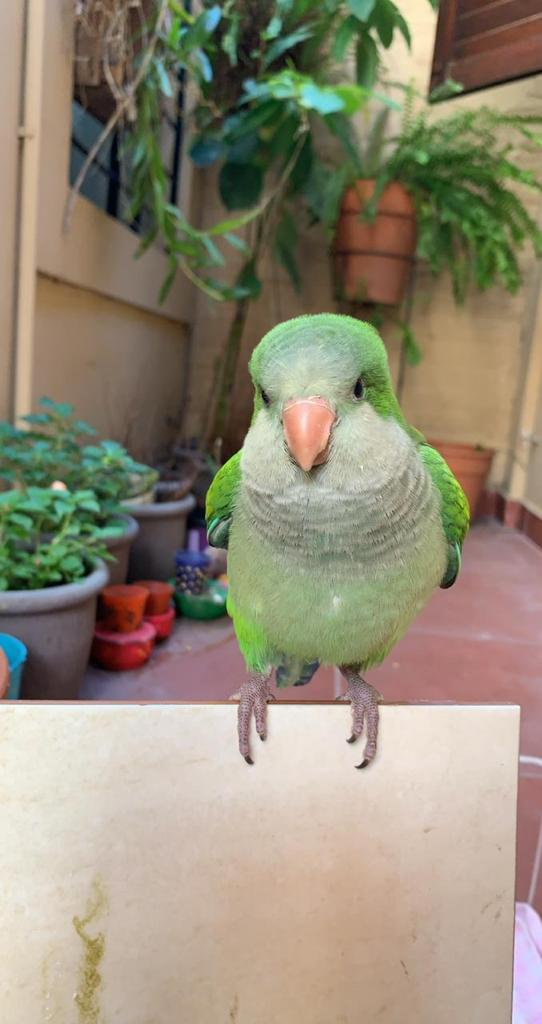
Cotorra mascota en Corrientes, Argentina.

Se ha introducido en muchos lugares como mascotas que se liberaron y se liberan en la actualidad deliberadamente o por accidente y se asilvestraron. La cotorra argentina compite o desplaza a otras especies autóctonas como el gorrión común (Passer domesticus), y el número al que se reproducen afecta negativamente a otras especies animales fuera de su hábitat. También se ha constatado situaciones de competencia alimentaria por los frutos de Phoenix ssp. con el mirlo común (Turdus merula), con el cual convive en el área metropolitana de Barcelona, que se manifiestan en ataques y expulsiones por parte de Myiopsitta monachus.
Sin embargo, cabe recalcar que a pesar de su potencial de especie invasora, la cotorra argentina aún no se ha extendido a los campos como se temía, viviendo únicamente en las ciudades.

### En España

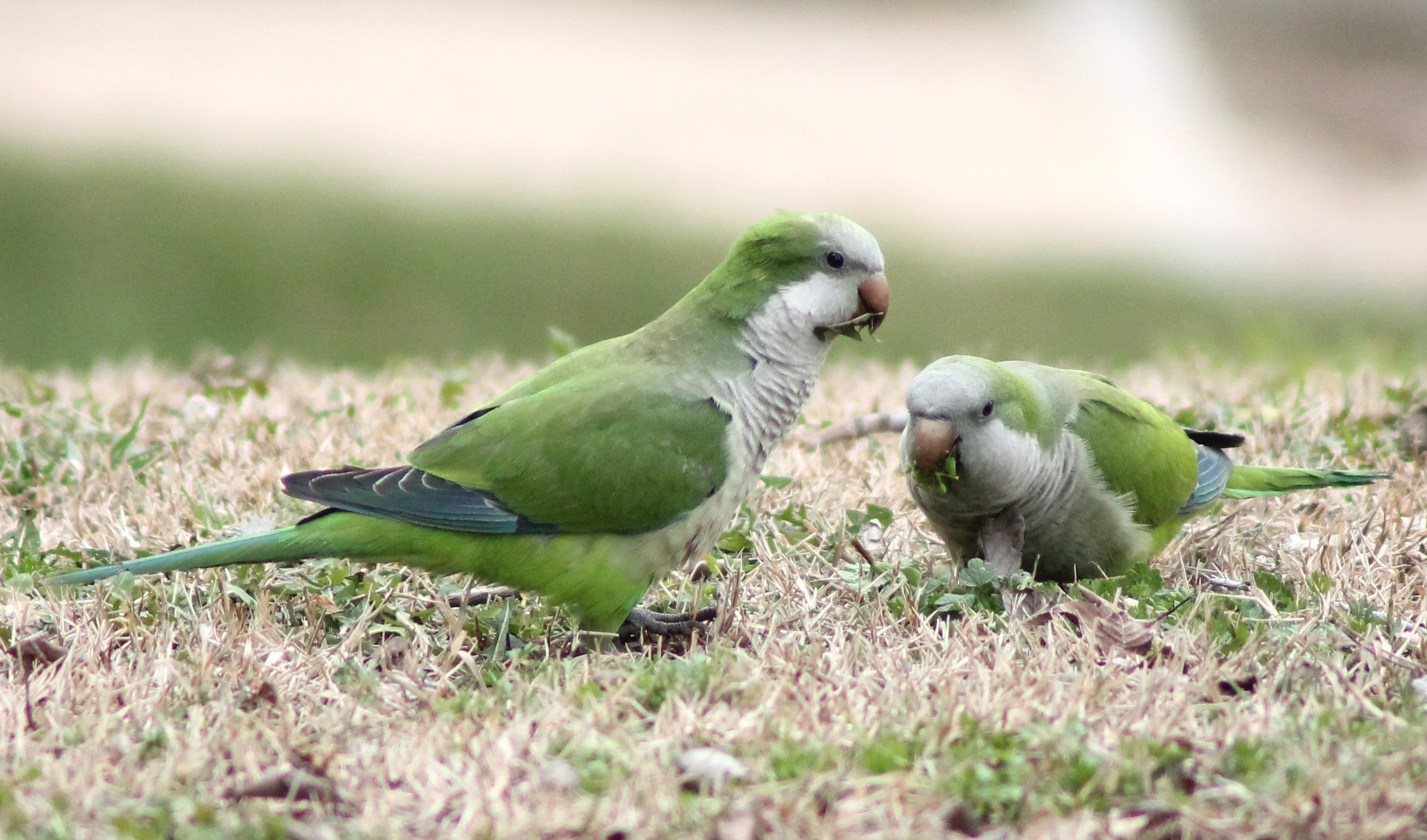
Cotorras argentinas en Madrid.

La población de cotorras argentinas se ha multiplicado en España, donde son ya un problema para especies autóctonas y para los agricultores en varias ciudades y sus alrededores. Debido a su potencial colonizador y a constituir una amenaza grave para las especies autóctonas, los hábitats o los ecosistemas, esta especie ha sido incluida en el Catálogo Español de Especies Exóticas Invasoras, por lo que está prohibida en España su introducción en el medio natural, posesión, transporte, tráfico y comercio.
Entre los impactos y amenazas que justifican esta catalogación, destacan:
- Competencia trófica con otras especies, gregarismo y agresividad.
- Depredación de huevos y pollos de especies más pequeñas, como el mirlo común (Turdus merula).
- Desplaza a especies autóctonas como el mirlo (Turdus merula) y la urraca (Pica pica).

En 2015 la Sociedad Española de Ornitología coordinó un censo para cuantificar el número de cotorras argentinas y su distribución por toda España. Éste es el mayor censo del mundo realizado hasta la fecha basado en estimar el número de cotorras argentinas a partir del recuento de todos los nidos y el cálculo de la ocupación de cotorras por nido. Se censaron más de 450 municipios y se contabilizaron entre 18 980 y 21 455 cotorras argentinas distribuidas por 142 municipios pertenecientes a trece comunidades autónomas. Aunque está ampliamente distribuida por toda España, las ciudades de Madrid y Barcelona acumulan más del 51 % de las cotorras de España. Muchas de las ciudades españolas donde se han estudiado las cotorras argentinas a lo largo del tiempo muestran un crecimiento exponencial, es decir que cuanto más grande es la población más rápido crece, lo que establece una situación de cuenta atrás si se quiere gestionar antes de que sea demasiado numerosa.
En la ciudad de Madrid, según un estudio de la Universidad Complutense, la población de estas aves rondaba los dos mil ejemplares en 2013, cifra que se elevaba hasta doce mil en 2019. La Comunidad de Madrid, por medio de la Consejería de Medio Ambiente y Ordenación del Territorio, establece en el artículo 22, de la Orden 1613/2013, de 25 de junio, el permiso regulado para la captura y muerte de cualquier ejemplar de cotorra de Kramer (Psittacula krameri) y de cotorra argentina (Myiopsitta monachus) durante la práctica de cualquier actividad cinegética autorizada, durante los períodos hábiles de caza. Además, faculta a todos los municipios de la región para establecer mecanismos de control de las especies de fauna declaradas como exóticas invasoras.
A principios de octubre de 2019, el Ayuntamiento de Madrid anunció que atajaría el problema en lo que respecta a la capital, debido a que es algo que le acucia imperiosamente a la ciudad. El consistorio pondrá en marcha un plan para poder erradicar a la especie, que abunda y prolifera sobre todo en sitios específicos de la capital, con un coste que oscila entre los 6 y 8 euros por pájaro, lo que supone un coste de 100 000 € en total.

### En Estados Unidos
Entre 1960 y 1980 se introdujeron miles de cotorras a los Estados Unidos como mascotas. Muchas se escaparon o se abandonaron intencionalmente, lo que permitió la proliferación de la especie en estado asilvestrado. En la década de 1970 había ejemplares en siete estados y en 1995 se había difundido a otros ocho. Se calcula que en Florida debe haber entre 150 000 y 500 000 a principios del siglo XXI. Es considerada una plaga invasora.

### En Chile
En Chile esta especie fue introducida luego de que las hayan traído como mascotas, actualmente se encuentran de Arica a Puerto Montt.

### En México

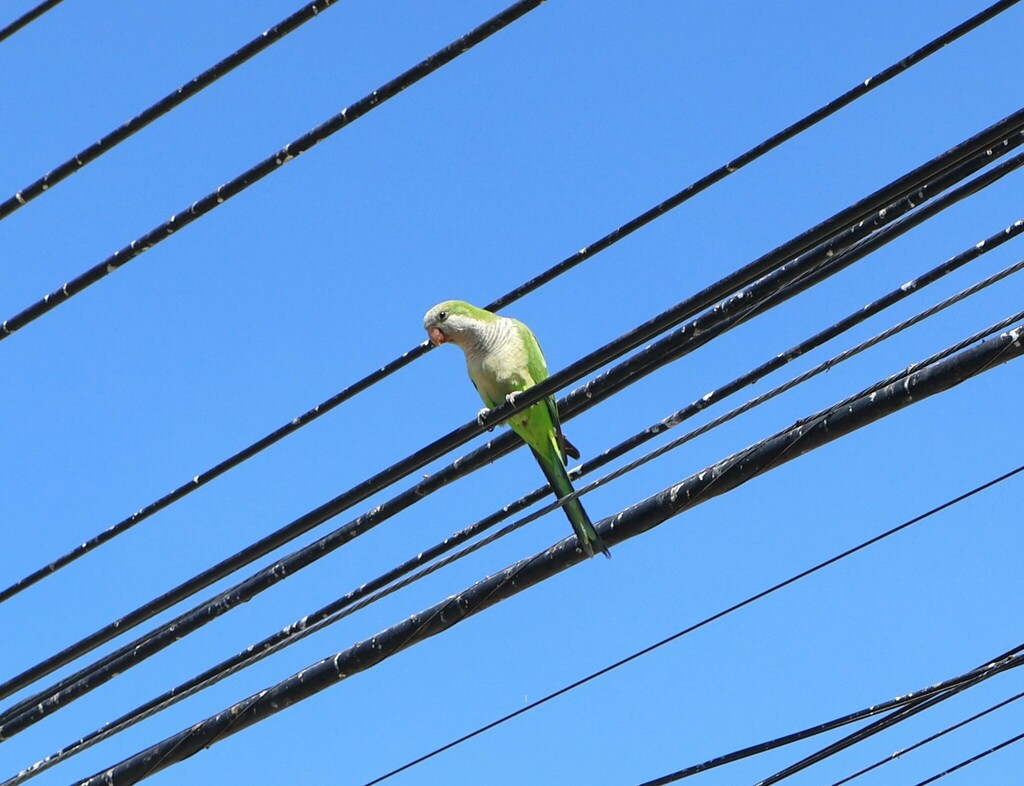
Un perico en la ciudad de Querétaro.

El perico monje figura en el listado de especies exóticas invasoras en México según la secretaria de medio ambiente y recursos naturales, evaluandola como riesgosa para la fauna nativa.
El primer individuo en libertad se registró en 1995 en el Estado de México, se lo consideró un caso aislado, pero, registros similares se fueron acumulando, con nidos en Xochimilco y Oaxaca, y ya en años posteriores abarcaba varias entidades, Baja California Sur, Michoacán, Guanajuato, Puebla, Chiapas, Querétaro y Veracruz, para 2016 se reportaban en al menos 21 entidades, para el 2017 la zona metropolitana de la Ciudad de México concentraba la mayor población reproductiva, se estimaban al menos 3,000 pericos. Los sustratos más empleados en la Ciudad de México y zona metropolitana son eucaliptos, palmeras, casuarinas, cipreses y yucas, pero no tienen problemas en anidar en postes de luz o torres de energía, lo que daña seriamente la infraestructura urbana.
Igual que en el resto del mundo, el ingreso de pericos monje, así como de otros loros, pericos y cacatúas fue resultado del comercio de mascotas. Desde la década de 1970 y hasta el 2005 los principales importadores fueron países europeos, sin embargo, debido a la epidemia del virus H1N1 se prohibió la importación de todas las aves silvestres, modificando el mercado internacional, a su vez en 2008 se adicionó a la Ley General de Vida Silvestre un artículo prohibiendo el comercio con psitácidos nativos de México, como consecuencia la importación de Psittaciformes de países extranjeros se incrementó después de estos años hasta alcanzar un máximo cercano a 140,000 aves, en el 2012, el ave más importada y con diferencia, (90%), fueron los pericos monje.
La importación se mantuvo a pesar de ser ilegal, los datos indican que del año 2000 al 2015, fecha en la que se frenó la importación de aves, entraron al país cerca de 660,000 pericos monje. 
Actualmente, en México no existen acciones concretas para frenar la invasión del perico monje, ya que no hay voluntad política, políticas públicas ni dependencias gubernamentales encargadas de su monitoreo y control. A pesar de los daños ecológicos, económicos y riesgos sanitarios que representan, las autoridades no han tomado medidas efectivas para contener su expansión, lo que hace urgente implementar estrategias para evitar mayores afectaciones.

## Subespecies
Tiene descritas cuatro subespecies:
- Myiopsitta monachus monachus; sudeste de Brasil, Uruguay y noreste de Argentina.[32] 30 cm de longitud y de 14,5 a 16 cm de envergadura.[cita requerida] Subespecie nominal.
- Myiopsitta monachus calita; desde el sur de Bolivia al oeste de Argentina, de Salta al oeste de Córdoba, Mendoza y La Pampa.[32] 27 cm de longitud y de 13,5 a 14,5 cm de envergadura. De menor tamaño que la nominal, con el pico proporcionalmente más pequeño. No tiene nada de azul en la cabeza, pero sí tiene ligeramente azulado el vientre.[cita requerida]
- Myiopsitta monachus cotorra; sur de Bolivia, Paraguay, norte de Argentina y sur de Brasil.[32] 27 cm de longitud y de 13 a 14,5 cm de envergadura. De menor tamaño, semejante a la M. m. calita, pero con la coloración verde más brillante, y con el vientre menos amarillento que la M. m. luchsi.[cita requerida]
- Myiopsitta monachus luchsi; valles intramontanos xéricos en Bolivia central (conocida como cotorra o lorita boliviana);[32] es una población aislada, con una pequeña cantidad de individuos y un estatus reservado. 30 cm de longitud y de 14,5 a 16,5 cm de envergadura. Tiene el pico más estrecho, la coloración gris en un tono pálido, sin rayado en la parte superior del pecho y con el vientre de color amarillo. Las remeras primarias y la cara interior de las timoneras son completamente azules.[cita requerida]